# Walding
Walding är en ort och  kommun i Österrike. Den ligger i distriktet Urfahr-Umgebung i förbundslandet Oberösterreich,  160 kilometer väster om huvudstaden Wien. 
Sedan 1977 finns i Walding också en privat djurpark uppe på en kulle ovanför byn, Tiergarten Walding.